# Brunettia subalternata
Brunettia subalternata är en tvåvingeart som beskrevs av Satchell 1953. Brunettia subalternata ingår i släktet Brunettia och familjen fjärilsmyggor. Inga underarter finns listade i Catalogue of Life.